# R Uccle Sport
Az R Uccle Sport egy belga labdarúgócsapat volt Brüsszel városában. A egyesületet 1901-ben alapították. 1990-ben összeolvadt a Léopold-dal.
A klub háromszor nyerte meg a másodosztályt és egyszer a harmadosztályt.

## Sikerei, díjai
Challenge League
- Győztes (3): 1913–14, 1921–22, 1946–47

Third Division
- Győztes (1): 1952–53

## Fordítás
Ez a szócikk részben vagy egészben  a   R. Uccle Sport című angol Wikipédia-szócikk fordításán alapul.  Az eredeti cikk szerkesztőit annak laptörténete sorolja fel. Ez a jelzés csupán a megfogalmazás eredetét és a szerzői jogokat jelzi, nem szolgál a cikkben szereplő információk forrásmegjelöléseként.